# Methone (měsíc)
Methone je velmi malý měsíc planety Saturn, obíhající mezi orbitami Mimase a Encelada.

## Objev
Poprvé byl spatřen týmem vědců z programu Cassini a bylo mu dáno dočasné označení S/2004 S 1. Methone je také pojmenován jako Saturn XXXII.

## Původ jména
Jméno Methone bylo schváleno IAU Working Group on Planetary System Nomenclature 21. ledna 2005. Bylo ratifikováno na generální schůzi Mezinárodní astronomické unie v roce 2006. Methone byla jednou z překrásných dcer Giganta Alkyonea.